# Xã Amboy, Michigan
Xã Amboy (tiếng Anh: Amboy Township) là một xã thuộc quận Hillsdale, tiểu bang Michigan, Hoa Kỳ. Năm 2010, dân số của xã này là 1.173 người.